# Pallacanestro alla XXVII Universiade
Il torneo di pallacanestro della XXVII Universiade si è svolto a Kazan', Russia, dal 7 al 16 luglio 2013. Al torneo maschile hanno partecipato 24 squadre, a quello femminile 16.

## Medagliere
| Pos.   | Paese       |   |   |   | Totale |
| ------ | ----------- | - | - | - | ------ |
| 1      | Russia      | 1 | 1 | 0 | 2      |
| 2      | Stati Uniti | 1 | 0 | 0 | 1      |
| 3      | Australia   | 0 | 1 | 1 | 2      |
| 4      | Serbia      | 0 | 0 | 1 | 1      |
| Totale | Totale      | 2 | 2 | 2 | 6      |